# Ipomoea marabensis
Ipomoea marabensis é uma espécie de planta do gênero Ipomoea.  

## Taxonomia
A espécie foi descrita em 1988 por Ricardo de Sousa Secco e Daniel Frank Austin na Serra dos Carajás, no Pará, Brasil. 